# Akron Goodyear Wingfoots
Akron Goodyear Wingfoots o Akron Wingfoots es un equipo de baloncesto con sede en la ciudad de Akron (Ohio). Fue fundado en 1918 por los trabajadores de la Goodyear Tire Company. La primera aparición destacada de los Goodyear Wingfoots fue en el torneo nacional de la Amateur Athletic Union en 1926, finalizando en tercera posición y derrotando al Emporia Teachers College por 38-25. En 1932, el equipo se hizo un nombre al ganar el campeonato de la National Industrial League. Posteriormente el equipo jugó en la National Basketball League (NBL), competición antecesora de la actual NBA.

## Historia
En 1936, los Wingfoots se unieron a la Midwest Basketball Conference, una liga semiprofesional formada por equipos industriales. En la temporada 1936-37 lograron un balance de 16 victorias y 2 derrotas, y ganaron el campeonato de liga. En 1937, los propietarios decidieron cambiar el nombre de la liga a National Basketball League (NBL), y en el primer año se hicieron con el título derrotando en las Finales a los Oshkosh All-Stars. 
Debido a la Segunda Guerra Mundial, el equipo suspendió las operaciones, y no fue hasta 1947 cuando volvió a jugar, esta vez en la recién creada National Industrial Basketball League (NIBL). En su primera temporada en la liga, los Wingfoots finalizaron en la cuarta posición, en una competición de cinco equipos, con 5 victorias y 8 derrotas. Su mejor temporada en la NIBL fue la 1953-54, donde empataron por el tercer puesto y lograron un balance de 9 victorias y 5 derrotas. En 1960, los Wingfoots llegaron hasta la final del torneo nacional de la Amateur Athletic Union, perdiendo ante Peoria Cats por 87-73. 
En 1961, la NIBL desapareció, y el equipo entró a formar parte de la National Alliance of Basketball Leagues (NABL). En 1962 y 1963, los Wingfoots finalizaron en tercera posición en el torneo de la AAU. En 1963 el equipo se hizo con los servicios de Larry Brown, procedente de la Universidad de Carolina del Norte, tras ser rechazado en la NBA. Brown lideró a los Wingfoots a la victoria en el torneo de la AAU y fue nombrado MVP. Bajo la tutela del entrenador Hank Vaughn, el equipo repitió éxito en 1967, ganando en la final a los Phillips 66ers por 77-62.
En 1967, 1968 y 1969, el equipo ganó la Copa Intercontinental, derrotando al Ignis Varese (78-72), al Real Madrid (105-73) y al Spartak Brno (84-71). En la actualidad el equipo juega en la AAU Elite.

### Trayectoria
Nota: G: Partidos ganados P:Partidos perdidos 
| Temporada | Liga | G  | P  | %    | Posición | División      | Play-offs           |
| --------- | ---- | -- | -- | ---- | -------- | ------------- | ------------------- |
| 1936-37   | MBC  | 16 | 2  | .889 | 1º       | División Este | Campeones de la MBC |
| 1937-38   | NBL  | 13 | 5  | .722 | 2º       | División Este | Campeones de la NBL |
| 1938-39   | NBL  | 14 | 14 | .500 | 2º       | División Este | No clasificado      |
| 1939-40   | NBL  | 14 | 14 | .500 | 3º       | División Este | No clasificado      |
| 1940-41   | NBL  | 11 | 13 | .458 | 6º       | Grupo único   | No clasificado      |
| 1941-42   | NBL  | 15 | 9  | .625 | 3º       | Grupo único   | No clasificado      |
| 1947-48   | NIBL | 3  | 5  | .375 | 4º       | Grupo único   | No hubo             |
| 1948-49   | NIBL | 4  | 12 | .250 | 4º       | Grupo único   | No hubo             |
| 1949-50   | NIBL | 3  | 7  | .300 | 4º       | Grupo único   | No hubo             |
| 1950-51   | NIBL | 5  | 8  | .385 | 5º       | Grupo único   | No hubo             |
| 1951-52   | NIBL | 12 | 10 | .545 | 5º       | Grupo único   | No hubo             |
| 1952-53   | NIBL | 9  | 7  | .562 | 4º       | Grupo único   | No hubo             |
| 1953-54   | NIBL | 9  | 5  | .643 | 3º       | Grupo único   | No hubo             |
| 1955-56   | NIBL | 9  | 15 | .375 | 4º       | Grupo único   | No hubo             |
| 1956-57   | NIBL | 11 | 9  | .550 | 2º       | Grupo único   | No hubo             |
| 1957-58   | NIBL | 15 | 15 | .500 | 4º       | Grupo único   | No hubo             |
| 1958-59   | NIBL | 13 | 7  | .433 | 4º       | Grupo único   | No hubo             |
| 1959-60   | NIBL | 18 | 14 | .563 | 3º       | Grupo único   | No hubo             |
| 1960-61   | NIBL | 15 | 9  | .441 | 2º       | División Este | Cuarto lugar        |